# Pierre Jonckheer
Pierre Jonckheer (* 10. Mai 1951 in Namur) ist ein belgischer Politiker für die Partei Ecolo. Zudem ist er seit 2008 Co-Präsident der Green European Foundation (GEF) in Bruessel, und Professor für Europaangelegenheiten an der Université Catholique de Louvain (UCL). Von 1999 bis 2009 war er Mitglied des Europäischen Parlaments. 

## Leben
Jonckheer studierte zunächst an der Universität Lüttich und anschließend an der Université Catholique de Louvain (UCL) Wirtschaftswissenschaften und schloss sein Studium 1974 mit der Maîtrise ab. Von 1975 bis 1981 war er Lehrbeauftragter an der UCL und arbeitete von 1981 bis 1985 als selbständiger Wissenschaftler. Von 1986 bis 1989 war er Forscher und anschließend von 1989 bis 1991 Direktor der Europäischen Beobachtungsstelle für Soziales in Brüssel. Für die Partei Ecolo, der Jonckheer 1986 beigetreten war, saß er von 1991 bis 1999 im Senat.
1999 wurde Jonckheer in das Europäische Parlament gewählt und bei der Europawahl 2004 als Spitzenkandidat der Partei Ecolo im Amt bestätigt. Er war Mitglied der Fraktion Die Grünen/Europäische Freie Allianz sowie des Ausschusses für Binnenmarkt und Verbraucherschutz und der Delegation für die Beziehungen zu den Vereinigten Staaten. Nach der Europawahl 2009 schied Jonckheer aus dem Europäischen Parlament aus.
Zu diesem Zeitpunkt war Jonckheer schon seit einem Jahr in seiner Funktion als Präsident der Green European Foundation (GEF) in Bruessel tätig; eine Position, welche er noch heute ausführt. Zudem ist er Professor für Europaangelegenheiten an der UCL. 